# Muikkusaaret (ö i Södra Savolax)
Muikkusaaret är en ö i Finland. Den ligger i sjön Pihlajavesi och i kommunen Puumala i den ekonomiska regionen  S:t Michel och landskapet Södra Savolax, i den södra delen av landet, 250 km nordost om huvudstaden Helsingfors. Öns area är 22,1 hektar och dess största längd är 0,6 kilometer i öst-västlig riktning.  Notera att namnet antyder att det är fråga om flera öar.